# Tirin Roud
Le Tirin Roud est une rivière d'Afghanistan qui coule dans la province d'Orozgân. Il est un important affluent de l'Helmand.

## Géographie
La rivière naît à l'extrémité nord-est de la province d'Orozgân, dans le district de Khas Uruzgan, à une soixantaine de kilomètres au nord-est de la ville d'Uruzgan. Peu après sa naissance, le Tirin Roud adopte la direction du sud-ouest, direction suivie par presque tous les affluents et sous-affluents de la partie orientale (gauche) du bassin de l'Helmand. Dans son cours inférieur, après avoir arrosé le chef-lieu provincial de Tarin Kôt, il change progressivement de direction, vers l'ouest, et rejoint de ce fait l'Helmand en rive gauche, à Deh Rawod, ville située à quelque 60 kilomètres au nord-est (en amont) du barrage de Kajakai sur le fleuve. Dans son cours inférieur, ses eaux sont largement utilisées pour l'irrigation, surtout dans les régions de Tarin Kôt et de Deh Rawod.
Il traverse ainsi du nord-est au sud-ouest l'essentiel de la province d'Orozgân.

## Hydrologie et débit
Le débit du Tirin Roud a été observé de 1951 à fin 1979 à Anarjuy-Deh Rawod (ou Deh Rahout), localité située au niveau de son confluent avec l'Helmand. Par après, la désorganisation due aux affrontements de la guerre n'a plus permis de continuer les observations.
La courbe saisonnière du débit est typique des cours d'eau de montagne de l'Afghanistan central à régime surtout nival.
Le débit annuel moyen ou module de la rivière, calculé sur une période de 10 ans (allant de 1969 à 1978) a été de plus ou moins 13 m3/s. La courbe d'oscillation des débits journaliers observés en 1978 est remarquablement similaire à celle de la moyenne de ces 10 années.
La période des hautes eaux se déroule en fin d'hiver et surtout au début du printemps. Le débit maximal est observé fin mars-début avril et correspond à la fonte des neiges. Il atteint 50 m3/s en moyenne durant la première quinzaine d'avril. Cette courte période est rapidement suivie d'une chute régulière du débit qui passe sous la barre des 10 m3/s dès la mi-mai. La chute se ralentit dès lors, et le débit atteint son plancher moyen de 4 m3/s en fin d'été, c'est-à-dire en août et en septembre. Quelques épisodes de crue importants mais brefs ont lieu durant l'été et témoignent de l'existence d'orages et d'averses parfois violents. Dès le mois d'octobre, le débit remonte lentement. Il se forme de ce fait une période intermédiaire (avec débit modéré) durant la saison froide, c'est-à-dire de début octobre à début mars, période durant laquelle le débit moyen monte lentement, mais assez régulièrement, passant de 4 à 20 m3/s environ.
Pour l'année 1978, le débit a oscillé entre un plus bas de 2,7 m3/s et un plus haut de 100 m3/s environ. Ce sommet a été atteint lors d'un important épisode pluvieux au début du mois d'août, c'est-à-dire en pleine période de basses eaux.

## Villes traversées
- Uruzgan, chef-lieu du district de Khas Uruzgan.
- Tarin Kôt, chef-lieu de la province d'Orozgân.
- Deh Rawod, chef-lieu du district de Deh Rawod